# تنهایی پرهیاهو
تنهایی پرهیاهو (به چکی: Příliš hlučná samota) عنوان کتابی از بهومیل هرابال نویسنده اهل چک است. او این کتاب را در فاصله سال‌های ۱۹۷۴ تا ۱۹۷۶ نوشت و از آن‌جا که در کشورش ممنوع‌القلم بود اثر در سال ۱۹۷۶ به صورت مخفیانه منتشر شد. اولین انتشار اثر در کشور چک به سال ۱۹۸۹ برمی‌گردد. داستان، برخلاف بیشتر آثار هرابال، در دوره سلطه نظام کمونیستی رخ می‌دهد.

## داستان
کتاب روایت تک‌گویی درونگرایانه یک کارگر پرس به نام آقای هانتا است. او در زیر زمینی مرطوب که انبار کاغذ باطله است روزگار می‌گذراند و کتابهایی را که از سوی اداره سانسور به آن‌جا می‌آورند را خمیر می‌کند. آقای هانتا با خواندن این کتاب‌ها دنیا را به گونه‌ای دیگر می‌بیند.

## دیگر نکات
- نام اصلی انتخابیِ خود هرابال برای راوی آدم بود. همچنین در رمان تشابه‌هایی بین آدم در انجیل و راوی دیده می‌شود.
- هرابال تنهایی پر هیاهو را پس تقلایش برای نجات از بیماری و شرایط بد سیاسی نوشته است. او ابراز کرد که این کتاب امیدبخش او برای زندگی بوده‌است.
- پس از انتشار این کتاب هرابال حین غذا دادن به کبوتر هااز طبقهٔ پنجم بیمارستان به پایین افتاد. خودکشی از طبقهٔ پنجم و اینکه او چگونه انسان‌هایی که این راه را برای مرگ در نظر می‌گیرند در سایر آثار او و نامه‌هایی که نوشته است دیده می‌شود.[۱]

## برگردان فارسی
پرویز دوائی این کتاب را به فارسی ترجمه کرده‌است و متن فارسی آن در سال ۱۳۸۳ توسط نشر آبی (مجموعه کتاب روشن)منتشر شده است وپس از آن از سال ۱۳۹۵ توسط انتشارات پارس کتاب منتشر میگردد.
تنهایی پر هیاهو، مقدمه مترجم پرویز دوائی و مرتضی کاخی ۱۳۸۲
«نسخه آرشیو شده». بایگانی‌شده از اصلی در ۳ فوریه ۲۰۱۶. دریافت‌شده در ۷ ژانویه ۲۰۱۶.</ref>